# Isotima palawanensis
Isotima palawanensis är en stekelart som beskrevs av Jonathan 1980. Isotima palawanensis ingår i släktet Isotima och familjen brokparasitsteklar. Inga underarter finns listade i Catalogue of Life.